# 25 Wojskowy Oddział Gospodarczy
25 Wojskowy Oddział Gospodarczy (25 WOG) – jednostka logistyczna Sił Zbrojnych Rzeczypospolitej Polskiej. Realizuje zadania zabezpieczenia finansowego i logistycznego jednostek i instytucji wojskowych na swoim terenie odpowiedzialności.

## Formowanie i zmiany organizacyjne
Na podstawie decyzji Ministra Obrony Narodowej nr Z-83/Org./P1 z 20 września 2011 oraz rozkazu wykonawczego szefa Inspektoratu Wsparcia SZ nr PF-46/Org. z 16 lutego 2012 rozpoczęto formowanie Oddziału. Z dniem 1 stycznia 2013 jednostka rozpoczęła statutową działalność .

## Symbole oddziału
Odznaka pamiątkowa
Minister Obrony Narodowej swoją decyzją nr 335/MON z 7 sierpnia 2014 wprowadził odznakę pamiątkową i oznaki rozpoznawcze Oddziału.
Odznakę pamiątkową stanowi błękitny krzyż maltański z amarantowym obrzeżem. Na górnym ramieniu krzyża umieszczona jest liczba „25”, na dolnym, lewym i prawym ramieniu litery „WOG”. Pomiędzy ramionami krzyża znajdują się kłos i miecz. W centralnym miejscu krzyża umieszczony jest herb Białegostoku .
Oznaki rozpoznawcze 

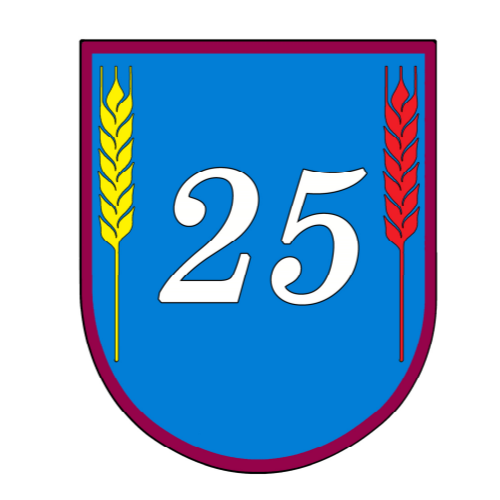
Oznaka rozpoznawcza na mundur wyjściowy
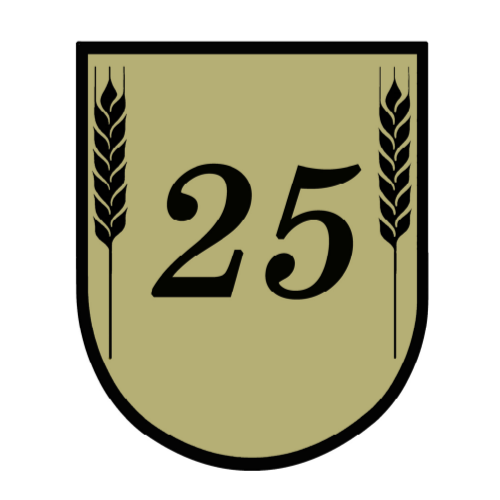
Oznaka rozpoznawcza na mundur polowy

## Żołnierze WOG
| Komendanci WOG               |                         |
| Stopień, imię i nazwisko     | Okres pełnienia służby  |
| ppłk mgr inż. Krzysztof Idec | 2012 – 14 IX 2015       |
| ppłk Robert Dmuchowski       | 14 IX 2015 – 22 XI 2016 |
| ppłk Krzysztof Lenkiewicz    | 24 IV 2017 – 30 VI 2021 |
| ppłk Leszek Wojnicz          | 15 XI 2021 – obecnie    |